# مونتلو (نوادا)
مونتلو، نوادا (به انگلیسی: Montello, Nevada) یک سکونتگاه مسکونی در ایالات متحده آمریکا است که در شهرستان ایلکو، نوادا واقع شده‌است.

## خصوصیات
مونتلو ۸۴ نفر جمعیت دارد و ۱٬۴۸۷٫۴۴ متر بالاتر از سطح دریا واقع شده‌است.